# جامعه‌شناسی علم
جامعه‌شناسی علم یا جامعه‌شناسی دانش علمی (به انگلیسی: Sociology of scientific knowledge) (اختصاری SSK) یکی از شاخه‌های جامعه‌شناسی است که علم را به مثابه یک فعالیت اجتماعی مورد مطالعه قرار می‌دهد و به موقعیت اجتماعی علم و تأثیرات اجتماعی آن و نیز ساختارهای اجتماعی و فرایندهای فعالیت علمی می‌پردازد. جامعه‌شناسی جهل علمی (SSI) مکمل جامعه‌شناسی دانش علمی است. برای مقایسه، جامعه‌شناسی معرفت، تأثیر دانش بشری و عقاید غالب در جوامع و روابط بین معرفت و زمینه اجتماعی را که در آن به‌وجود می‌آید، مطالعه می‌کند.
جامعه شناسان دانش علمی، توسعه یک حوزه علمی را مورد مطالعه قرار داده و تلاش می‌کنند نقاط احتمالی یا انعطاف‌پذیری تفسیری را در جایی که ابهامات وجود دارد، شناسایی کنند. چنین تغییراتی ممکن است با انواع مختلفی از عوامل سیاسی، تاریخی، فرهنگی یا اقتصادی مرتبط باشد. هدف پژوهشگر این است که توضیح دهد چرا یک تفسیر در جای دیگری به دلیل شرایط بیرونی اجتماعی و تاریخی موفق می‌شود.
این زمینه در اواخر دهه ۱۹۶۰ و اوایل دهه ۱۹۷۰ پدیدار شد و در ابتدا تقریباً منحصر به بریتانیا بود. سایر مراکز اولیه توسعه این زمینه در فرانسه، آلمان و ایالات متحده (خصوصاً در دانشگاه کرنل) بود. نظریه پردازان برجسته آن عبارتند از: باری بارنز، دیوید بلور، سال ریستویو، رندال کالینز، گاستون بیچارد، هری کالینز، کارین نور ستینا، پاول فایرابند، استیو فولر، مارتین کوش، برونو لاتور، مایک مالکای، درکی جی د سللا پرایس، لوسی ساچمن و انسلم استراوس.